# Crazy Taxi 3: High Roller
Crazy Taxi 3: High Roller es el tercer videojuego de la serie Crazy Taxi, y fue lanzado para la Xbox y Microsoft Windows, con también un lanzamiento de arcade bajo el nombre Crazy Taxi: High Roller para el tablero de juego Chihiro. Se expande sobre los dos juegos anteriores con ubicaciones adicionales, taxis y otras características.

## Jugabilidad
Crazy Taxi 3 es un juego de score attack. El jugador controla uno de varios taxistas en una ciudad ficticia, busca tarifas y luego los lleva a su destino en el menor tiempo posible. El jugador debe realizar esto mientras aún queda tiempo en un reloj de juego general. Los pasajeros que buscan viajes se indican mediante un marcador superior que está coloreado para representar la distancia hasta su destino previsto. El marcador de color va desde el rojo que indica viajes cortos, al amarillo para distancias intermedias y al verde que indica viajes largos. Cuando se recoge a un pasajero, el jugador recibe tiempo adicional en la cuenta regresiva. Además, se inicia un segundo temporizador de cuenta regresiva, que representa la rapidez con que el pasajero debe llegar a su destino. Mientras un pasajero está en el taxi, se muestra una gran flecha verde en el HUD del jugador que apunta en la dirección general del destino del pasajero para ayudar a guiar al jugador a través del mapa.
El jugador puede usar movimientos especiales de "acrobacias locas" como derrapes, saltos y cuasi accidentes, y combinaciones consecutivas de estos, para ganar dinero extra del pasajero durante el viaje. Si se llega al destino a tiempo, se le paga al jugador en función de la distancia recorrida con una posible bonificación de tiempo en función de la rapidez con la que se alcanzó el destino. Si la cuenta atrás del pasajero llega a cero, saldrá del taxi sin pagar y se le pedirá al jugador que busque otra tarifa. El juego continúa en este modo mientras quede tiempo en el reloj principal. Una vez que el reloj llega a cero, el juego termina y el jugador se clasifica y califica en función del total ganado.
El personaje del jugador puede recoger un grupo de pasajeros, cada uno con un destino diferente. La cantidad de pasajeros en el automóvil multiplica las bonificaciones de propina obtenidas por la conducción acrobática, mientras que la tarifa total solo se puede ganar una vez que el último pasajero se deja a tiempo. El juego también incluye un conjunto de minijuegos. Crazy Taxi 3 hereda la tradición de los minijuegos de la serie Crazy Taxi. Crazy X consta de tres niveles, cada uno de los cuales prueba un criterio diferente de habilidades, p. Ej. Dirección, uso de Crazy Dash, Crazy Drift, etc. Al completar todo el nivel 1, los mapas de las ubicaciones están disponibles en el menú que incluye todos los destinos y atajos. Completar el nivel 2 proporcionará al jugador tres tipos diferentes de vehículos para montar: cochecito, bicicleta y carruaje. Completar el nivel 3 permitirá al jugador usar cualquier taxista en cualquier mapa. Antes de cada sesión de juego, el jugador puede elegir uno de varios conductores y sus coches asociados; cada coche/conductor tiene un rendimiento ligeramente diferente en relación con factores como la velocidad y los giros, que influyen en el juego.
El juego consta de tres ubicaciones, West Coast de Crazy Taxi, Small Apple de Crazy Taxi 2, ahora de noche, y Glitter Oasis, que es una nueva ubicación para "Crazy Taxi 3". Las etapas se mejoran gráficamente y se ajustan y actualizan para un uso completo de los elementos del juego.

## Desarrollo
Hitmaker había intentado desarrollar una versión en línea de Crazy Taxi, que se llamaría Crazy Taxi Next exclusivamente para Xbox, que, además de los modos de juego multijugador, habría incluido ciclos de día y noche, cada uno con un conjunto diferente de pasajeros y destinos, mientras reutiliza y actualiza gráficamente los mapas de Crazy Taxi y Crazy Taxi 2. En última instancia, se eliminaron los ciclos multijugador y día/noche y el trabajo en "Crazy Taxi Next" se transfirió a "Crazy Taxi 3: High Roller", que incluía algunos de los conceptos de conducción nocturna sugeridos por "Next". En 2003, "High Roller" se trasladó a la sala de juegos a través de la placa del sistema Chihiro basada en Xbox. Algunas versiones de este juego permiten al jugador recuperar dinero de la máquina. Estas versiones también incluyen una versión gratuita del juego con diferentes niveles de dificultad. La banda sonora de Crazy Taxi 3 cuenta con cuatro bandas, The Offspring, Bad Religion, Pivit y Silverbullit. Las canciones adicionales para los menús y los créditos las proporcionan The Offspring, Bad Religion, Pivit, Methods of Mayhem y Brian Setzer. Fue lanzado para Xbox y Microsoft Windows, con también un lanzamiento de arcade bajo el nombre Crazy Taxi: High Roller para el tablero de juego Chihiro.

## Recepción
La versión de Xbox recibió críticas "promedio" según el agregador de reseñas Metacritic.  En Japón, Famitsu le dio una puntuación de 32 sobre 40.